# 2280 Kunikov
2280 Kunikov (1971 SL2) là một tiểu hành tinh vành đai chính được phát hiện ngày 16 tháng 9 năm 1971 bởi T. M. Smirnova ở Đài vật lý thiên văn Crimean. Tiểu hành tinh được đặt tên theo Caesar Kunikov, anh hùng Soviet ở chiến tranh thế giới thứ 2.